# Pseudosermyle straminea
Pseudosermyle straminea är en insektsart som först beskrevs av Scudder, S.H. 1900.  Pseudosermyle straminea ingår i släktet Pseudosermyle och familjen Diapheromeridae. Inga underarter finns listade i Catalogue of Life.